# لس ماچوکامبوس
لس ماچوکامبوس یک گروه موسیقی است که در ۱۹۵۹ توسط جولیا کرتس کاستاریکایی (نوهٔ رئیس‌جمهور اسبق کاستاریکا لئون کرتس کاسترو)، رافائل گایوسو اسپانیایی و میلتون زاپاتای پرویی در پاریس تشکیل شد. میلتون زاپاتا یک سال بعد جای خود را به رومانو زانوتی ایتالیایی داد.
نام لس ماچوکامبوس از ماچوکامبو، پستانداری که در امریکای جنوبی زندگی می‌کند گرفته شده‌است. از پوست این حیوان برای ساخت نوعی ماندولین کوچک که توسط گروه نواخته می‌شود استفاده می‌شود.
این گروه سه نفره به لطف شبکهٔ Jeunesses musicales de France به سرعت مشهور شد و توانست به کمک آن‌ها ترانهٔ “La bamba” را منتشر کند. این ترانه جایزهٔ بزرگ آکادمی موسیقی فرانسه را از آن خود کرد. اما موفقیت اصلی آن‌ها با ترانهٔ “Pepito” به دست آمد و پای آن‌ها را به صحنه‌های بین‌المللی باز کرد.
این موفقیت به لطف صدای استثنایی و رسای جولیا کرتس ادامه پیدا کرد. کارنامه آن‌ها متشکل است از ترانه‌های light ، danceable و ترانه‌های متنوعی از امریکای لاتین و نیز ترانه‌هایی از خوانندگان نامداری چون شارل آزناوور و لئو فرره.